# Yeşilyurt, Dinar
Yeşilyurt là một xã thuộc huyện Dinar, tỉnh Afyonkarahisar, Thổ Nhĩ Kỳ. Dân số thời điểm năm 2011 là 53 người.